# Miomantis asignata
Miomantis asignata är en bönsyrseart som beskrevs av Rehn 1914. Miomantis asignata ingår i släktet Miomantis och familjen Mantidae. Inga underarter finns listade i Catalogue of Life.